# A Kitty Bobo Show
A Kitty Bobo Show è un episodio pilota televisivo animato statunitense del 2001, creato da Kevin Kaliher e Meaghan Dunn e prodotto da Cartoon Network Studios.
Intitolato Cellphones, l'episodio ruota attorno al personaggio omonimo Kitty Bobo mentre cerca di dimostrare quanto sia "cool" ai suoi amici. La trama è vagamente basata sulla vita di Dunn da adottata coreana, con il personaggio principale descritto già precedentemente in un suo fumetto intitolato Kimchi Girl.
L'episodio pilota è stato trasmesso negli Stati Uniti su Cartoon Network il 17 agosto 2001 come parte del loro contest Big Pick, una maratona di dieci episodi pilota con gli spettatori che hanno avuto la possibilità di selezionarne uno da produrre per la stagione autunnale 2002 della rete. La serie ha perso al secondo posto contro Nome in codice: Kommando Nuovi Diavoli.

## Personaggi e doppiatori
- Kitty Bobo, doppiato da Dante Basco.
- Maggie, doppiata da Lela Lee.
- Paul Dog, doppiato da Chris Williams.
- Monkey Carl, doppiato da Nick Jameson.

## Produzione
A Kitty Bobo Show è stato creato da Kevin Kaliher e Meaghan Dunn, sposati insieme e entrambi adottati coreani. Kaliher si è laureato all'Istituto delle arti della California ed è stato assunto da Cartoon Network per lavorare come artista storyboard ne Il laboratorio di Dexter e Le Superchicche. Dunn, adottata da genitori ebrei americani, ha basato il personaggio principale sulle sue esperienze di vita come immigrata. Negli anni precedenti alla realizzazione dell'episodio pilota, Dunn ha avviato un'organizzazione senza scopo di lucro per aiutare i bambini adottati a individuare i loro genitori biologici. Il personaggio di Kitty Bobo è stato dapprima descritto in un fumetto di Dunn intitolato Kimchi Girl, pubblicato su Korean Quarterly dal 1997. Kaliher ha affermato che gran parte dell'impulso per la creazione del pilot è arrivato mentre cercava la sua famiglia natale in Corea. Tuttavia, Dunn in seguito ha osservato che l'episodio "non ha nulla a che fare con" la sua vita.
L'episodio è stato selezionato dalla Walt Disney Company prima di essere rifiutato. Cartoon Network ha contattato per la prima volta Dunn a Los Angeles e più tardi un impiegato di un negozio di fumetti che si era appena trasferito. La rete, impressionata dal suo lavoro nei fumetti indipendenti (che si erano diffusi attraverso il passaparola) le ha procurato un lavoro ai Cartoon Network Studios e pochi anni dopo, lei e Kaliher hanno prodotto l'episodio pilota.